# 劳里·沃德
劳里·沃德（英語：Laurie Warder，1962年10月23日—），生于悉尼，澳大利亚男子网球运动员。他曾获得澳大利亚网球公开赛男子双打冠军。他在1991年10月达成自己职业生涯最高的双打世界排名（第12名）。